# Le Compresseur bleu
Le Compresseur bleu (titre original : The Blue Air Compressor) est une nouvelle de Stephen King publiée pour la première fois en 1971.

## Résumé
Gerald Nately, écrivain en herbe, loue une maison à madame Leighton, une vieille dame obèse. Obsédé par le poids de la vieille dame, il écrit une histoire pleine de fiel en la prenant comme sujet. Nately, qui présente des signes d'instabilité mentale, se demande s'il va laisser sa propriétaire lire son manuscrit mais il la surprend un jour en train de le faire.

## Publications
Inspirée d'une histoire d'EC Comics, la nouvelle est publiée pour la première fois en janvier 1971 dans le magazine littéraire Onan de l'université du Maine. 
Elle est ensuite largement remaniée pour une nouvelle parution dans le magazine Heavy Metal en juillet 1981. 
En 2017, la nouvelle est publiée dans l'anthologie Shining in the Dark éditée par Hans-Åke Lilja. Les éditions ActuSF en publient la traduction en 2022 sous le même titre.